# زرشک نگر
زرشک نگر (نام علمی: Berberis negeriana) نام یک گونه از سرده زرشک است.